# Élasticité de la production
En microéconomie, l'élasticité de la production est le rapport entre le pourcentage de variation de la production (PIB ou production d'une entreprise) et le pourcentage de variation d'un facteur de production (ou intrant). Elle est parfois appelée élasticité partielle de production pour souligner le fait qu'elle prend en compte la variation d'un seul facteur de production.
Comme toute mesure d'élasticité, cette mesure est définie localement, c'est-à-dire, autour d'un point.
Si la fonction de production ne comporte qu'un seul facteur de production, alors l'élasticité de la production est aussi un indicateur du degré des rendements d'échelle : si le coefficient de l'élasticité de la production est supérieur à 1, alors la production connaît des rendements d'échelle croissants ; si le coefficient est inférieur à 1, alors la production connaît des rendements d'échelle décroissants. Si le coefficient est égal à 1, alors la production connaît des rendements d'échelle constants. Notons toutefois que les rendements d'échelles peuvent changer en fonction du niveau de production.
La formule mathématique de l'élasticité de la production est {\displaystyle E_{Q}={\frac {\partial Q}{\partial {\textbf {x}}}}\cdot {\frac {\textbf {x}}{Q}}} où x représente le facteur de production et Q la quantité produite,. Elle peut aussi s'écrire {\displaystyle E_{Q}={\frac {\frac {\partial Q}{\partial {\textbf {x}}}}{\frac {Q}{\textbf {x}}}}}, où {\displaystyle {\frac {\partial Q}{\partial {\textbf {x}}}}} est la productivité marginale et {\displaystyle {\frac {Q}{\textbf {x}}}} la productivité moyenne.

Des formules de généralisation aux situation multi-facteurs-multi-productions ont été développées dans les écrits scientifiques.